# Thylle
Une ou un thylle (du grec thulas, sac) est une excroissance cellulaire dans le tissu conducteur du bois, en l'occurrence une expansion membranaire d'une cellule de parenchyme dans la lumière d'un vaisseau adjacent chez certains feuillus, mais aussi dans les trachéides de certains résineux et de certains feuillus, et enfin dans les fibres de certains feuillus,,.
Avec les gommes, les thylles sont les éléments organiques qui sont responsables de l'obstruction partielle ou complète des vaisseaux conducteurs de sève chez les arbres.

## Formation

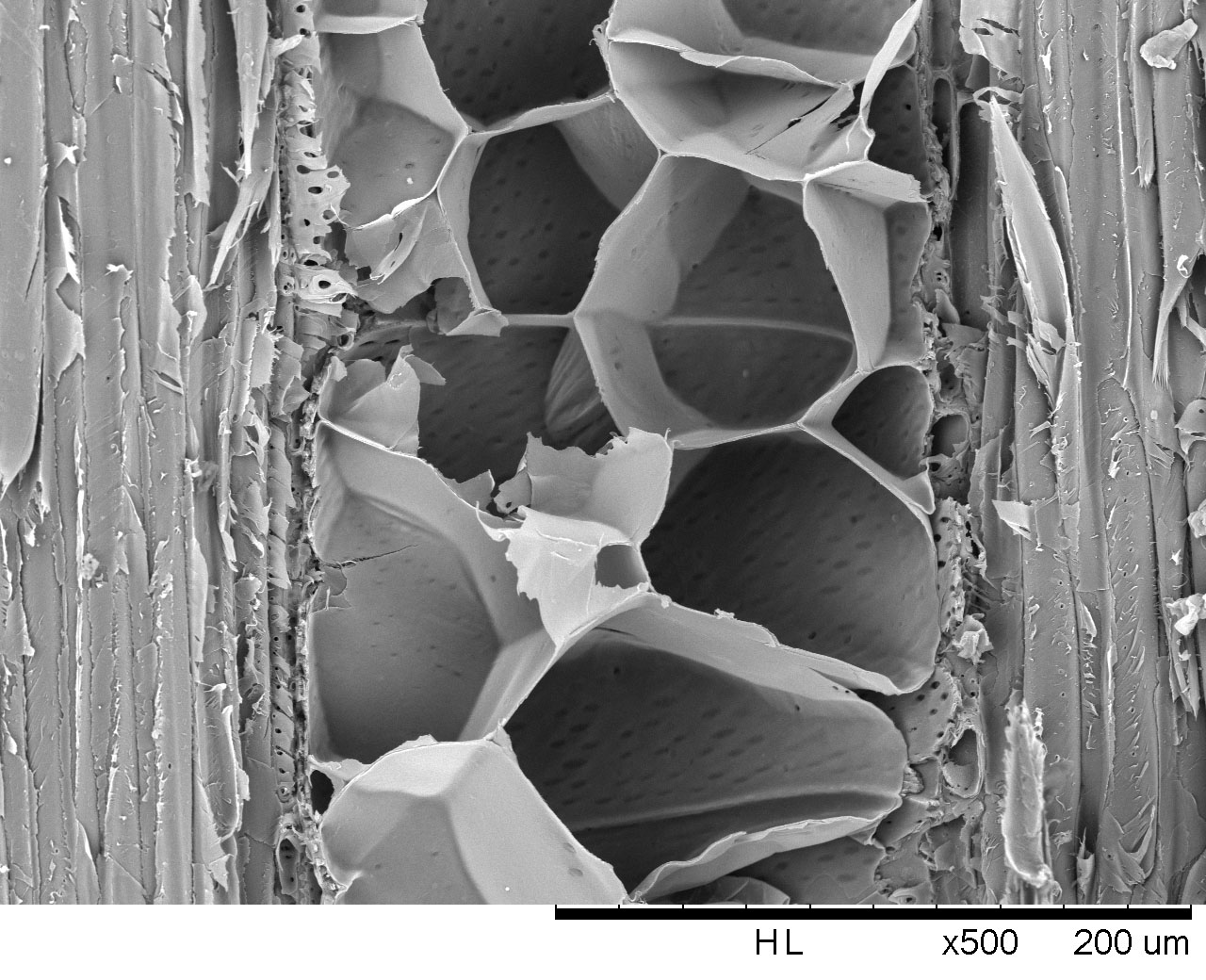
Image MEB (microscopie électronique à balayage) de thylles présentes dans un vaisseau de bois de robinier en coupe radiale

La formation des thylles débute par l'hydrolyse enzymatique (rupture sous l'effet d'enzymes) de la membrane d'une ponctuation (petite ouverture) entre une cellule de parenchyme et un vaisseau adjacent. Elle se poursuit par l'entrée du protoplaste de parenchyme dans la lumière de l’élément conducteur. La paroi de la thylle, initialement constituée de la couche pariétale qui entoure la ponctuation, peut ensuite s'épaissir, voire se lignifier. Lorsque les ponctuations sont trop petites pour laisser passer le protoplasme de parenchyme, ce sont plutôt des dépôts de gommes qui se forment dans les vaisseaux à partir des ponctuations.
Les thylles peuvent par ailleurs contenir divers composés organiques et minéraux, tels que des gommes, des résines, de l'amidon, des cristaux et des composés phénoliques.

## Rôle et importance
La formation des thylles — la thyllose — est une conséquence, et non la cause, de l'altération initiale de la circulation de la sève dans les arbres par la cavitation  et les embolies répétées (formations de bulles d'air dans les cellules conductrices de l'aubier) dont souffrent à la longue les vaisseaux des arbres. La thyllose est étroitement liée au processus de duraminisation, par lequel l'aubier se transforme en duramen. Elle se manifeste de manière abrupte ou graduelle entre l'aubier et le duramen.
La production de thylles par la plante peut par ailleurs lui permettre d'isoler un agent pathogène et ainsi de limiter la propagation d'une infection. En particulier, dans le cas d’une blessure ouverte, les thylles protègent l'arbre en obstruant les vaisseaux autour de la section exposée, formant ainsi une barrière contre d'éventuelles infections parasitiques ou saprophytiques. À l’échelle des vaisseaux, les thylles contribuent à la formation de tissus cicatriciels, qui ne peuvent se développer qu’à partir de cellules vivantes.

## Pathologie
La thyllose peut également être de nature pathologique (par ex. thyllose de l’orme aussi appelée graphiose de l'orme).